# «Аризона Даймондбэкс» в сезоне 2018
Сезон 2018 года станет для «Аризоны Даймондбэкс» двадцать первым в Главной лиге бейсбола и в истории клуба. Команда выступает в Западном дивизионе Национальной лиги.
Домашние матчи «Даймондбэкс» пройдут на стадионе «Чейз-филд» в Финиксе, Аризона. Главным тренером команды является Тори Ловулло, генеральным менеджером — Майк Хэйзен.
Первую игру в регулярном чемпионате команда проведёт 29 марта против «Колорадо Рокиз», завершит 30 сентября игрой с «Сан-Диего Падрес».

## Межсезонье

### Изменения в составе команды
| Дата            | Событие                                                             |
| --------------- | ------------------------------------------------------------------- |
| 18 октября 2017 | Команду покинул руководитель аналитического отдела Тони Ла Русса    |
| 26 октября 2017 | Тренерский штаб клуба пополнили Джерри Нэррон и Луис Уруэта         |
| 6 ноября 2017   | Контракт инфилдера Дэниэла Дескальсо продлён на 2018 год            |
| 30 ноября 2017  | Кёртис Тэйлор обменян в «Тампу-Бэй» на Брэда Боксбергера            |
| 9 декабря 2017  | Взят питчер Генри Оуэнс, ранее игравший в системе «Бостон Ред Сокс» |
| 30 января 2018  | Заключён контракт младшей лиги с питчером Нефтали Фелисом           |
| 6 февраля 2018  | Аутфилдер Рей Фуэнтес переведён в команду AAA-лиги «Рино Эйсиз»     |
| 21 февраля 2018 | Питчер Энтони Банда обменян в Тампу-Бэй на аутфилдера Стивена Соузу |

## Регулярный чемпионат

### Положение команд
В = Побед; П = Поражения; П% = Процент выигранных матчей; GB = Отставание от лидера; Дома = Победы/поражения дома; Выезд = Победы/поражения на выезде
| Западный дивизион      | В  | П  | П%   | GB  | Дома | Выезд |
| ---------------------- | -- | -- | ---- | --- | ---- | ----- |
| Аризона Даймондбэкс    | 18 | 7  | 72,0 | —   | 9—3  | 9—4   |
| Колорадо Рокиз         | 15 | 12 | 55,6 | 4,0 | 5—7  | 10—5  |
| Сан-Франциско Джайентс | 12 | 13 | 48,0 | 6,0 | 6—5  | 6—8   |
| Лос-Анджелес Доджерс   | 11 | 13 | 45,8 | 6,5 | 7—8  | 4—5   |
| Сан-Диего Падрес       | 9  | 18 | 33,3 | 7,0 | 4—11 | 5—7   |

- По состоянию на 27 апреля 2018 года

## Фарм-клубы
| Уровень | Команда            | Город                | Лига                          |
| ------- | ------------------ | -------------------- | ----------------------------- |
| AAA     | Рино Эйсиз         | Рино, Невада         | Лига Тихоокеанского побережья |
| AA      | Джексон Дженералс  | Джексон, Теннесси    | Южная лига                    |
| A+      | Висейлия Роухайд   | Висейлия, Калифорния | Калифорнийская лига           |
| A       | Кейн Каунти Кугарс | Дженива, Иллинойс    | Лига Среднего Запада          |
| SSA     | Хиллсборо Хопс     | Хилсборо, Орегон     | Северо-западная Лига          |